# Акт убийства (фильм, 1948)
«Акт убийства» (англ. An Act of Murder) — фильм нуар режиссёра Майкла Гордона, который вышел на экраны в 1948 году.
Фильм рассказывает историю добропорядочного судьи Кэлвина Кука (Фредрик Марч), который узнаёт, что у его любимой жены Кэти (Флоренс Элдридж) неоперабельная опухоль мозга, которая приведёт её к быстрой и болезненной смерти. Скрыв по совету врачей правду от жены, Кэлвин пытается сделать последние дни её жизни как можно более приятными. Когда он видит, что Кэти становится всё хуже, он решает погибнуть вместе с женой, направляя автомобиль с обрыва. В итоге Кэлвин остаётся жив, а жена гибнет, после чего он приходит в прокуратуру, сознаваясь в её убийстве. Однако в ходе последующего процесса адвокату Кэлвина (Эдмонд О’Брайен) удаётся доказать, что Флоренс умерла ещё до автоаварии, приняв смертельную дозу таблеток.
Фильм обратил внимание критики смелой для своего времени постановкой вопросов эвтаназии и самоубийства, а также сильной актёрской игрой Марча и Элдридж, которые были супругами в реальной жизни.
Фильм принимал участием в конкурсной программе Каннского кинофестиваля 1949 года.

## Сюжет
В небольшом городке недалеко от Филадельфии, штат Пенсильвания, опытный и принципиальный судья Кэлвин Кук (Фредрик Марч) рассматривает дело об убийстве. В своей работе он привык опираться только на факты, отказываясь принять во внимание доводы адвоката Дэвида Дугласа (Эдмонд О’Брайен) о психическом состоянии его подзащитного, в итоге вынося по делу незаслуженно суровый приговор. Дома Элли (Джеральдин Брукс), дочь Кэлвина, которая учится на юриста, жалуется матери Кэти (Флоренс Элдридж) на суровость отца и его нежелание учитывать человеческий фактор при вынесении приговора. Кэти, которая занята подготовкой вечера, посвященного 20-летнему юбилею своей свадьбы, говорит, что знает Кэлвина только как любящего и любимого мужа и отличного отца. Перед приходом гостей у Кэти начинается сильный приступ головной боли и головокружения, который она скрывает от мужа и дочери. Вечером к Кукам приходят в гости их ближайшие друзья, среди которых авторитетный врач-невролог Уолтер Моррисон (Стэнли Риджес). Улучшив момент, Кэти наедине рассказывает ему о своих симптомах, и он приглашает её на следующий день приехать в его филадельфийскую клинику, чтобы пройти серьёзное обследование. Тем же вечером Элли приглашает в дом Дэвида Дугласа, с которым у неё серьёзные романтические отношения. Несмотря на то, что Кэти призывает мужа уважать выбор дочери, Кэлвин вступает в юридический спор с Дэвидом, защищающим прогрессивные метолы осуществления правосудия.
На следующий день в Филадельфии доктор Моррисон тщательно обследует Кэти, после чего консультируется с ведущими неврологами страны. Моррисон однако не сообщает Кэти результатов обследования, приглашая на следующий день к себе Кэлвина. Доктор говорит, что у Кэти обнаружена неоперабельная опухоль мозга, от которой она будет страдать всё больше вплоть до смерти. Моррисон советует Кэлвину не портить последние дни её жизни и сохранить её болезнь в тайне. На крайний случай доктор даёт Кэлвину пузырёк с сильнодействующими таблетками, которые на время могут ослаблять боль, однако предупреждает, что превышение установленной дозировки может привести к смерти. Доктор Моррисон даёт Кэлвину также рецепт и письмо к врачам на случай, если потребуется обратиться за срочной консультацией. По возвращении домой Кэлвин решает сделать последние дни жены как можно более приятными, и соглашается выполнить её мечту и отправиться на морской курорт в Пенсильвании, где они провели медовый месяц 20 лет назад. Кэлвин и Кэти счастливо проводят день в парке развлечений, однако к концу вечера у Кэти начинает кружиться голова, и Кэлвин вынужден быстро возвратиться с ней в гостиницу. Видя боль и страдания жены, он даёт ей выписанные врачом таблетки, выдавая их за аспирин. Кэти тем не менее мучается всю ночь, и утром Кэлвин уходит в город, чтобы проконсультироваться с доктором Моррисоном по телефону. Когда Кэлвин выходит из телефонной будки, то видит, как на дороге автомобиль сбивает собаку, и чтобы прекратить мучения раненого животного, полицейский убивает его из пистолета. Под впечатлением от этой сцены Кэлвин выбрасывает пузырёк. Тем временем, в отсутствие мужа, Кэти находит в его чемодане письмо доктора Моррисона, из которого узнаёт о своей смертельной болезни и о таблетках. Когда Кэлвин возвращается в номер, Кэти говорит, что чувствует себя значительно лучше, однако хотела бы немедленно вернуться домой к Элли. По дороге состояние Кэти значительно ухудшается. В дороге машина ломается, и Кэлвин вынужден в автомастерской помогать механику с тем, чтобы побыстрее сделать ремонт. Тем временем в кафе Кэти становится совсем плохо, и Кэлвин спрашивает у механика, где найти ближайшую аптеку. Когда они выезжают на шоссе, Кэти снова теряет сознание. Не в силах более выносить страдания жены, Кэлвин на крутом повороте направляет машину с обрыва, она переворачивается и разбивается.
Однако Кэлвин остаётся жив, и, как только он снова начинает самостоятельно ходить, то направляется в прокуратуру, где заявляет о том, что убил свою жену. Кэлвин отказывается от адвоката, так как считает свою вину в убийстве очевидной. Тем не менее, на суде по просьбе Элли и с согласия председательствующего судьи Огдена (Джон Макинтайр) Дэвид берётся защищать Кэлвина. Сначала он пытается доказать, что Кэлвин совершил преступление как акт милосердия, желая избавить жену от мучительной смерти. Дэвид также подчёркивает то обстоятельство, что в течение нескольких последних дней Кэлвин тяжело переживал болезненное состояние жены, что тяжело отразилось на его психическом состоянии. Наконец, Дэвид требует провести аутопсию Кэти, чтобы установить точную причину её смерти. Результаты аутопсии показали, что Кэти на момент аварии уже была мертва, и умерла она не от опухоли мозга, а в результате передозировки препарата выписанного доктором Моррисоном. Дэвид находит свидетелей, которые подтверждают, что в кафе у автомастерской Кэти самостоятельно приняла те самые таблетки. После этих показаний судья Огден с согласия прокурора снимает с Кэлвина обвинения в убийстве и освобождает его. В своём последнем слове он говорит о том, что юридически Кэлвин не виновен. Тем не менее, Кэлвин очень хорошо понимал, что, то что он хотел сделать, было неправильно, и потому он должен считать себя морально виновным. В своём последнем слове Кэлвин говорит, что многое переосмыслил, и теперь понимает, что может быть и наоборот — человек может быть виновен согласно фактам, но при этом быть невиновным в моральном плане. В дальнейшем, если он останется судьёй, Кэлвин обязуется судить не только на основе фактов, но и сердцем.

## В ролях
- Фредрик Марч — судья Калвин Кук
- Эдмонд О’Брайен — Дэвид Дуглас
- Флоренс Элдридж — Кэти Кук
- Джеральдин Брукс — Элли Кук
- Стэнли Риджес — доктор Уолтер Моррисон
- Джон Макинтайр — судья Огден
- Фредерик Тозер — Чарльз Дейтон
- Уилл Райт — судья Джим Уайлдер
- Вирджиния Бриссак — миссис Расселл
- Фрэнсис Макдональд — мистер Расселл
- Мэри Сервосс — Джулия
- Дон Беддоу — Пирсон
- Кларенс Мьюз — мистер Поуп

## Создатели фильма и исполнители главных ролей
На рубеже 1940—1950-х годов режиссёр Майкл Гордон поставил некоторые из своих наиболее памятных фильмов, среди них фильмы нуар «Паутина» (1947), «Леди играет в азартные игры» (1949) и «Женщина в бегах» (1950), мелодрама «За лесами» (1948) и комедия «Сирано де Бержерак» (1950).
Фредрик Марч был удостоен премий «Оскар» как лучший актёр в главной роли за фильмы «Доктор Джекилл и мистер Хайд» (1931) и «Лучшие годы нашей жизни» (1947), Кроме того, он номинировался на «Оскары» за роли в фильмах «Королевская семья Бродвея» (1930), «Звезда родилась» (1937) и «Смерть коммивояжёра» (1951).
Среди почти 20 фильмов Флоренс Элдридж наиболее значимыми были «История Темпл Дрейк» (1933), «Отверженные» (1935), «За лесами» (1948) и «Пожнёшь бурю» (1960), при этом в трёх последних фильмах главные роли играл её муж Фредрик Марч. Что же касается фильма «За лесами», то помимо Элдридж и Марча в нём снимался также Эдмонд О’Брайен, а режиссёром был Майкл Гордон.
Эдмонд О’Брайен завоевал «Оскар» за роль второго плана в фильме «Босоногая графиня» (1954) и был номинирован на «Оскар» за фильм «Семь дней в мае» (1964). За свою карьеру актёр сыграл в 17 фильмах нуар, среди них такие значимые ленты, как «Убийцы» (1946), «Паутина» (1947), «Белое каление» (1949), «Мёртв по прибытии» (1949) и «Автостопщик» (1953).
На рубеже 1940—1950-х годов Джеральдин Брукс сыграла в некоторых наиболее значимых своих картинах, среди которых «Одержимая» (1947), «Ложная тревога» (1947), «Момент безрассудства» (1949) и «Зелёная перчатка» (1952).

## История создания фильма
Рабочими названиями фильма были «Жена судьи» (англ. The Judge’s Wife), «Я предстаю обвиняемым» (англ. I Stand Accused) и «Дело против Кэлвина Кука» ((англ. The Case Against Calvin Cooke). Фильм был защищён авторским правом под названием «Живи сегодня ради завтра» (англ. Live Today for Tomorrow), и под этим же названием он фигурировал в первой рецензии «Нью-Йорк таймс». Однако в большинстве последующих источников фильм фигурировал уже под названием «Акт убийства».
В основу картины положен роман Эрнста Лотара (англ. Ernst Lothar) «Жернова Господни» (англ. The Mills of God) (Лондон, 1935).
Это был второй фильм, в котором Фредрик Марч и Флоренс Элдридж, муж и жена в реальной жизни, сыграли на экране супружескую пару.

## Тематика фильма
Как написал историк кино Дэвид Стеррит, во время послевоенного бума на социально значимые фильмы Голливуд производил фильмы на многие сложные темы. Среди них «одним из наиболее смелых и необычных фильмов была эта драма на тему эвтаназии». Первоначально фильм вышел под названием «Живи сегодня ради завтра», однако закрепившееся затем название «Акт убийства» более точно подходит фильму, указывая на юридическую неоднозначность между «актом милосердия» и «актом убийства».
Как далее пишет Стеррит, в последние десятилетия Голливуд рассматривал тему эвтаназии во множестве фильмов, среди них такие картины, как «Малышка на миллион долларов» (2004) Клинта Иствуда и «Чья это жизнь, в конце концов?» (1981) Джона Бэдэма. Однако в 1948 году цензоры Производственного Кодекса со своими консервативными этическими ценностями всё ещё осуществляли жёсткий контроль над студиями. И хотя убийство из милосердия не было конкретно упомянуто в Кодексе, цензоры считали, что это просто замаскированное убийство, а это означало, что «к нему можно относиться только через проявление недвусмысленного уважения к общепринятым моральным нормам».
Помимо этого, фильм также затрагивает тему самоубийства, которое как Кэлвин, так и Кэти рассматривают как выход из своего бедственного положения. Самоубийство также не было конкретно указано в Производственном кодексе, но студии не должны были «приуменьшать уважение к святости жизни», поэтому требовалась крайняя осторожность, когда по сценарию персонаж должен был покончить с собой. В этом вопросе фильм также «пытается выйти за установленные границы, делая самоубийство ключевым элементом кульминационной части истории».

## Оценка фильма критикой
Дэвид Стеррит высоко оценил картину, назвав её «умной и чувственной драмой с первоклассным актерским составом». Как отмечает киновед, «фильм правдоподобен, увлекателен и умён. В большинстве случаев заслуга в этом принадлежит потрясающим актёрам, которые наполняют его жизнью. Марч придаёт своему персонажу убежденность и достоинство, делая его интересным и отзывчивым, даже когда он упрям или догматичен. Элдридж вполне убедительна в физически и психологически сложной роли Кэти, а О’Брайен делает Дэвида способным противником для судьи и приятным женихом для дочери судьи. Похвалы заслуживает также Джон Макинтайр в роли разумного и ответственного судьи, который председательствует на заседаниях в финале картины». Вместе с тем, Стэрритт обращает внимание и на некоторые недостатки фильма, в частности, на многочисленные случайности и совпадения в развитии сюжета, а также на финал, который «является хрестоматийным примером того, что древние греки называли „Бог из машины“, разрешая глубокие моральные проблемы истории с помощью очень удобного сюжетного поворота». Также, вероятно, чтобы успокоить Администрацию Производственного кодекса, введена «вдохновляющая» заключительная речь судьи, которая «неизбежно и предсказуемо доказывает, что судья действовал честно, а теперь осознал, что мотивы и намерения имеют такое же значение, как и буква закона». Как в заключение указывает критик, фильм, конечно, «менее откровенен и убедителен, чем он мог бы быть, если бы его сделали 20 лет спустя, но его смелость по стандартам своего времени просто замечательна. Он также очень хорош как семейная драма, как судебная драма и как история о простых людях, которые пытаются справиться со своими экстраординарными проблемами наилучшим образом».
Историк кино Том Винер написал, что «несмотря на то, что фильм довольно очевиден в драматическом плане, всё равно мощное произведение, хотя бы благодаря смелости в обращении с темой, которая через 50 лет после его выхода остается табу для большинства американцев». По словам критика, Марч и Элдридж «снялись вместе в нескольких фильмах, но ни один из них не был так сильно сосредоточен на них, и они удивительно правдоподобны как пара, навечно преданная друг другу». Как отмечено в рецензии журнала TV Guide, «в раскрытии щекотливой темы картины, как Марч, так и Элдридж, а также О’Брайен демонстрируют великолепную игру». По мнению Майкла Кини, «выдающаяся игра (особенно со стороны Марча и Элдридж в роли любящей пары), а также умный, тщательно прописанный сценарий делают этот душещипательный нуар фильмом, которые вы не захотите пропустить».